# Bhavania
Bhavania är ett släkte i familjen grönlingsfiskar (Balitoridae). Släktet omfattar två arter som alla lever endemiskt i Indien.

## Lista över arter
- Bhavania arunachalensis Nath, Dam, Bhutia, Dey & Das, 2007
- Bhavania australis (Jerdon, 1849)